# Ляонас Бістрас
Ляонас Бістрас (лит. Leonas Bistras; 20 жовтня 1890, Лієпая — 17 жовтня 1971, Каунас) — один з найбільш видатних литовських державних діячів у міжвоєнний період. Прем'єр-міністр Литви у 1925—1926 роках. Крім цього Бістрас був спікером Сейму, міністром освіти, оборони, закордонних справ за різних урядів у 1920-х і 1930-х роках.

## Життєпис
Ляонас Бістрас народився 20 жовтня 1890 року в родині робітників у Лієпаї, куди переїхав його батько. Після закінчення місцевої гімназії у 1911 році вступив на медичний факультет Женевського університету. У 1912 році він перейшов на філософський факультет Фрайбурзького університету, в тому ж році перевівся на медичний факультет Дерптського університету, однак з початком Першої світової війни був покликаний до лав російської армії і не зміг закінчити його. В армії залишався до Жовтневого перевороту.
У 1918 році, повернувшись в Литву, Бістрас став одним з організаторів Литовської християнсько-демократичної партії, багато зробивши для об'єднання двох її фракцій, що виникли відповідно в окупованій німцями Литві і в евакуації в Росії. У 1921 році Бістрас все ж захистив у Фрайбурзькому університеті докторську дисертацію з філософії та став викладати в Каунаському університеті, хоча не видав надалі жодної публікації. У 1922 році він був обраний головою Сейму Литви. У 1923 році після розпуску Сейму та нових виборів Ляонас Бістрас зайняв пост міністра освіти, а в січні 1925 року знову став головою Сейму. Після того як у вересні 1925-го уряд Вітаутаса Пятруліса був змушений піти у відставку через початок переговорів про розвиток торгових відносин із Польщею (відносини з якою офіційно не підтримувалися через захоплення Польщею Вільнюса), Бістрас 25 вересня 1925 роки очолив новий уряд, в якому також узяв на себе повноваження міністра оборони і закордонних справ. Припинивши переговори з Польщею, новий кабінет спробував укласти пакт про дружбу і ненапад з СРСР, який вдалося підписати вже наступному уряду Міколаса Сляжявічуса. У той же час спроба врегулювати відносини з Ватиканом, що включав єпархію Вільнюса до церковної провінції Польщі, а не Литви, і визнання цього факту урядом Бістраса призвели до поразки християнських демократів на виборах влітку 1926 року і відставки кабінету.
Після перевороту 17 грудня 1926 року, що привів до влади Антанаса Смятону, підтриманого християнськими демократами, Бістрас зайняв пост міністра освіти, але в травні 1927 року пішов разом з іншими міністрами-однопартійцями у відставку в знак протесту проти розпуску Сейму і ліквідації парламентської демократії. У 1928 році Бістрас очолив ЛХДП і виступав у ролі одного з лідерів опозиції авторитарному режиму Смятони, за що в 1938 році був на три місяці засланий до Алітуса. Після передачі Клайпеди нацистської Німеччини в березні 1939 року Бістрас пішов на угоду з режимом Смятони, що втрачав популярність, і повернувся на пост міністра освіти, але вже в листопаді знову перейшов в опозицію.
Після першої окупації Литви Радянським Союзом Бістрас у липні 1940 року був заарештований, а через рік висланий в Архангельську область, після чого переміщений в казахський Атбасар. У 1945 році його знову заарештували, але восени того ж випустили і надали дозвіл повернутися в Литву, де він влаштувався бібліотекарем у католицькій єпархії Вільнюса. У 1950—1954 роках Ляонас Бістрас знову перебував на засланні в Красноярському краї, після чого повернувся до Каунаса, де і помер 17 жовтня 1971 року.